# Ludwig Ey (Widerstandskämpfer)
Ludwig Ey (* 30. April 1893 in Niesky; † 24. März 1945 bei Gleina) war ein deutscher Kommunist und Widerstandskämpfer gegen den Nationalsozialismus.
Der Schlosser Ludwig Ey trat bereits 1911 der SPD bei. 1919 schloss er sich der USPD und 1922 der KPD an. Seit 1925 hatte er eine leitende Funktion im Metallarbeiterverband inne. Er war Mitglied der Ortsleitung der KPD und wurde 1933 in den Preußischen Landtag gewählt. Das Landtagsmandat konnte er jedoch nicht antreten, da die Sitze der KPD-Wahlvorschläge aufgrund des Gleichschaltungsgesetzes unwirksam wurden.
Nach der Machtergreifung der Nationalsozialisten wurde er nach 1933 ins KZ Sonnenburg verschleppt. 1934 wurde er wegen wiederholter Tätigkeit für die illegale KPD zu einer zweijährigen Gefängnisstrafe verurteilt und erneut im KZ inhaftiert. Nach seiner Entlassung 1937 beteiligte er sich weiter an antifaschistischen Aktionen, wurde 1940 erneut festgenommen und diesmal zu acht Jahren Zuchthaus verurteilt. Am 24. März 1945 wurde er bei dem preußischen Ort Gleina ermordet.

## Ehrung
Nach Ludwig Ey wurden Straßen in Niesky und in Görlitz benannt. Letztere ist 1991 wieder umbenannt worden.